# 상골키

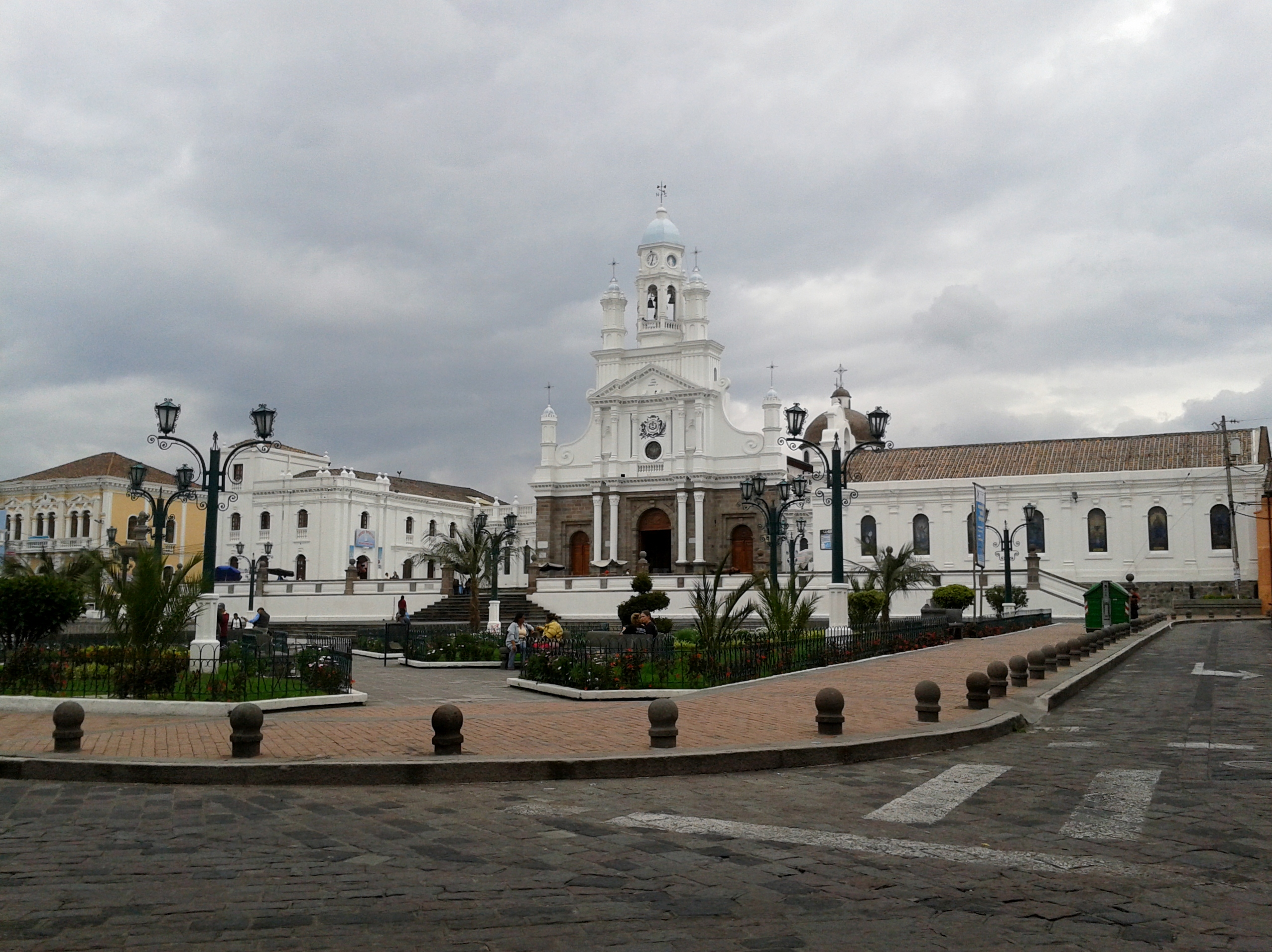
상골키 교회

상골키(스페인어: Sangolquí)는 에콰도르 북부에 위치한 피친차주의 도시로 면적은 55km2, 높이는 2,500m, 인구는 75,080명(2010년 기준)이다.
에콰도르의 수도인 키토 교외에 위치하며 키토와는 헤네랄 루미냐우이 고속도로(General Rumiñahui)와 연결되어 있다. 키토 수도권을 형성하는 도시 가운데 하나이자 키토의 침상도시로서 도시의 경제, 사회, 상업은 키토와 관련되어 있다.

시기